# Kōji Ōnishi
Kōji Ōnishi (japanisch 大西 孝治 Ōnishi Kōji; * 6. Juni 1988 in der Präfektur Tokushima) ist ein japanischer Fußballspieler.

## Karriere
Ōnishi erlernte das Fußballspielen in der Schulmannschaft der Kagawa Nishi High School. Seinen ersten Vertrag unterschrieb er 2008 bei Tokushima Vortis. Der Verein spielte in der zweithöchsten Liga des Landes, der J2 League. Für den Verein absolvierte er vier Ligaspiele. Danach spielte er bei Kamatamare Sanuki. Ende 2010 beendete er seine Karriere als Fußballspieler.